# Американски остромуцунест крокодил
Американският остромуцунест крокодил (Crocodylus acutus) е един от четирите вида крокодили на американския континент. Счита се, че се дели на 3 подвида – централноамерикански, карибски и венецуелски. Разпространен е в Централна и Южна Америка и Антилските острови, а също и на п-в Флорида в САЩ.

## Размери
Размерите на остромуцунестите крокодили варират много – от 1,5 до над 6 m. Най-едри са крокодилите от страните в Централна Америка и северните части на Южна Америка, където възрастните екземпляри достигат до 6 метра. Те се определят като представители на двата подвида централноамерикански и венецуелски. Карибският подвид е значително по-дребен, като е дълъг около 1,5 – 2, рядко достига до 3 m. Някои учени смятат, че карибският е отделен вид, който не трябва да се поставя като подвид на остромуцунестия от континента. Причината за тези разлики не са напълно ясни, но се смята, че карибският вид е по-дребен, тъй като Антилските острови са бедни откъм едри животни и затова местният вид е приспособен към храната на островите, която обикновено е птици, жаби, влечуги, дори насекоми. В миналото обаче на много от островите се е срещал и венецуелският подвид, който обаче вече е изчезнал от архипелага.

## Ареал
Остромуцунестият крокодил по своето местообитание наподобява соленоводния крокодил, тъй като и той се среща както в сладки, така и в солени води. Това е и причината да се разпространи и на Антилските острови. Среща се и в мангрови гори. Ареалът на остромуцунестия крокодил обхваща страните от Централна Америка, най-южните и югоизточни части на Мексико, Големите и Малки Антилски острови и част от щата Флорида (САЩ). Трите подвида заемат различни части от общия ареал. Централноамериканският подвид обитава страните от Централна Америка, венецуелския – Венецуела, Колумбия, Гаяна, Суринам и Еквадор, както и Тринидад и Тобаго, а карибският – Куба, Хаити, Ямайка, Пуерто Рико, Доминиканска република и някои от Малките Антили, а също и Флорида.
Допреди около 50 години венецуелският подвид се е срещал и на Големите и някои от Малките Антили, но поради бракониерство и намаляване на ареала му на тези острови той е изчезнал.

## Популация
Популацията на остромуцунестия крокодил значително намалява през последните години заради бракониерството и унищожаване на местообитанията на тези влечуги. Докато популацията на централноамериканските и венецуелските остромуцунести крокодили е сравнително стабилна, то карибските са пред изчезнване. Във Флорида има тенденция за повишаване на числеността им и днес те наброяват 1200, най-вече в резервата Евърглейдс. Малък е броят им на Антилите – счита се, че на целия архипелаг броят им е по-малко от 2000, като най-значителна е популацията в Куба – около 1000. Критично малко на брой са в Хаити, Доминиканската република, Ямайка, Доминика, Сейнт Винсент и Гренадини и др.

## Хранене
Различните подвидове ловят различна по размери плячка. Докато карибските се хранят с птици, жаби, влечуги и насекоми, то роднините им от континента нападат маймуни, елени, глигани, дори и тапири, пуми и ягуари. Тъй като обитават и океанските крайбрежия, в открити води плячка им стават и акули, делфини, различни морски риби и др.
В континентална Централна и Южна Америка остромуцунестите нападат хора, като годишно убиват до 900 души. Островният карибски подвид, за разлика от централноамериканския и венецуелския, почти не напада хора (регистрираните случаи са единични).

## Развитие
Женският крокодил снася между 20 и 60 яйца. Малките се излюпват 3 месеца по-късно.